# Джепище
Джепище или Джепища (на македонска литературна норма: Џепиште; на албански: Xhepishta) е село в Северна Македония, в община Дебър.

## География
Селото е разположено в областта Голо бърдо, на левия бряг на Черни Дрин над Дебърското езеро до границата с Албания. През селото минава къс поток, а над него са височините Чървеница, Голема Краста и Мала Краста, които го отделят от Албания. В селото има силен карстов извор Студенец, както и изворите Извор в Петковската махала, Бероец в Гиновската и Тушинец в Чеовската махала. Нивите на селото са над него по дължина на държавната граница в местностите Ливади, Бигор, Ледина, Равен, Ускула, Параспур (в миналото манастирско землище), Садовик, Гаталица, Подбраненица, Прелози, Питулец. Махалите са купни. Традиционно мююсюлманската махала е Чеовци, а християнски са Ковачка, Гиновци, Марковци и Краста. Петковци е смесена.

## История
В XIX век Джепище е село в Дебърската каза на Османската империя. В „Етнография на вилаетите Адрианопол, Монастир и Салоника“, издадена в Константинопол в 1878 година и отразяваща статистиката на населението от 1873 година, Жетища (Jètichta) е посочено като село с 35 домакинства, като жителите му са 25 помаци и 75 българи. Църквата „Свети Архангел Михаил“ е от XIX век, обновена в 1996 – 1997 година от изселени местни жители. Джамията е построена с пари на богата мюсюлманка от Дебър.
Според местните предания, записани в 1940 година от Миленко Филипович, в миналото православните били само четири къщи, от които се появили четирите махали. Краста е заселена в XIX век. Разказват, че някога селото пострадало от чума и жителите избягали в Требищкия орман, откъдето се върнали, чак след като селото е оборано с два вола близнаци. В селото имало и един чифлик, но преди 1912 година селяните го откупили. На рида под мюсюлманската махала била църквата Преображение Господне и сега местността се казва Манастирец. След 1912 година мюсюлманите заличават църквището.
Според статистиката на Васил Кънчов („Македония. Етнография и статистика“) в 1900 година Джепища има 165 жители българи християни и 135 българи мохамедани, като българите мохамедани (торбешите) са в процес на поалбанчване:
| „ | Жителите на селата Острени (Големо и Мало), Търново (Големо и Мало), Кленье, Летен, Джепища, Ърбеле, Обоки, Макелари и др. предпочитат да се казват арнаути и да говорят арнаутски. | “ |

На Етнографската карта на Битолския вилает на Картографския институт в София от 1901 година Дженища е смесено село българи, помаци, албанци и турци в Дебърската каза на Дебърския санджак с 41 къщи.
Според секретаря на Българската екзархия Димитър Мишев („La Macédoine et sa Population Chrétienne“) в 1905 година в Джетица има 168 българи християни, всички екзархисти.
Вестник „Дебърски глас“ в 1909 година пише:
| „ | Джепища. В това българско село се е загнездил един разбойник – арнаутин, от семейството Колецовци от село Горица, който е направил и кула. Той заедно с помаците от Големо и Малко Острени са си турили за цел да изкоренят българите от Джепища и го завладеят с обикновените средства: грабежи, убийства и нечуван терор. Трън в очите им е бил българинът Митре Новков... Когато синът на Митрето Никола потеглюва на гурбет за Солун, една разбойническа банда, съставена от Колецовци и остренчани... зверски го убива, като му извадили първо учите, а после го пронизали с няколко залпа от 40 вистрели. Връщайки се, тия бандити срещнали и стрика на Никола... и убили и него. Ето как изчезват българите в Дебърско, какъв е бил халът им, какъв е и сега. | “ |

Според статистика на вестник „Дебърски глас“ в 1911 година в Джепища има 25 български екзархийски и 30 помашки къщи.
При избухването на Балканската война в 1912 година 4 души от Джепище са доброволци в Македоно-одринското опълчение. Селото остава в Албания след Междусъюзническата война в 1913 година.
В рапорт на Павел Христов, главен български учител в Албания, и Григор Ошавков от 28 януари 1914 година се посочва, че Джепище е село с 30 български къщи. В селото е запазено българското училище, функциониращо до 1912 година.
В 1915 година, по време на Първата световна война, селото е анексирано от Царство България. Към 1 март 1916 година Джепища е част от Требищката община на българската Дебърска околия.
След корекция на границата след войната селото е предадено на Сърбия. В 1940 година Филипович пише, че в селото има 66 семейства, от които 34 православни и 32 мюсюлмански. На Краста има православна църква с гробище, а в Теовската махала има джамия. Мюсюлманското гробище е извън селото на Равна. Старинни православни родове, според Филипович, са Трайковци (6 семейства със слава на Свети Никола и Свети Архангел), Трайовци и Блажевци (3 семейства със слава на Свети Никола и Свети Архангел) и Марковци (6 семейства). Симоновци (6 семейства със слава на Свети Архангел) са „скитници“, бежанци от турски преследвания от Прилеп, минали през Добовяне и Модрич. Гиновци (8 семейства) са бежанци от Койовец, където са славили Свети Георги, а сега Свети Архангел. Петковци (4 семейства със слава на Никулден) са бежанци от Мат от началото на XIX век. Попреданието от трима братя водят потеклото си мюсюлманските родове Юсуфовци (4 семейства), Байрамовци и Селмановци (14 семейства). Старинен род е Лимановци (7 семейства), Латифоци (2 семейства).
Според преброяването от 2002 година селото има 499 жители.
| Националност | Всичко |
| македонци    | 105    |
| албанци      | 96     |
| турци        | 276    |
| роми         | 0      |
| власи        | 0      |
| сърби        | 0      |
| бошняци      | 0      |
| други        | 22     |

До 2004 година селото е център на самостоятелна община.